# Marylène Bergmann
Pour les articles homonymes, voir Bergmann.
Ne doit pas être confondu avec Marilyn Bergman.

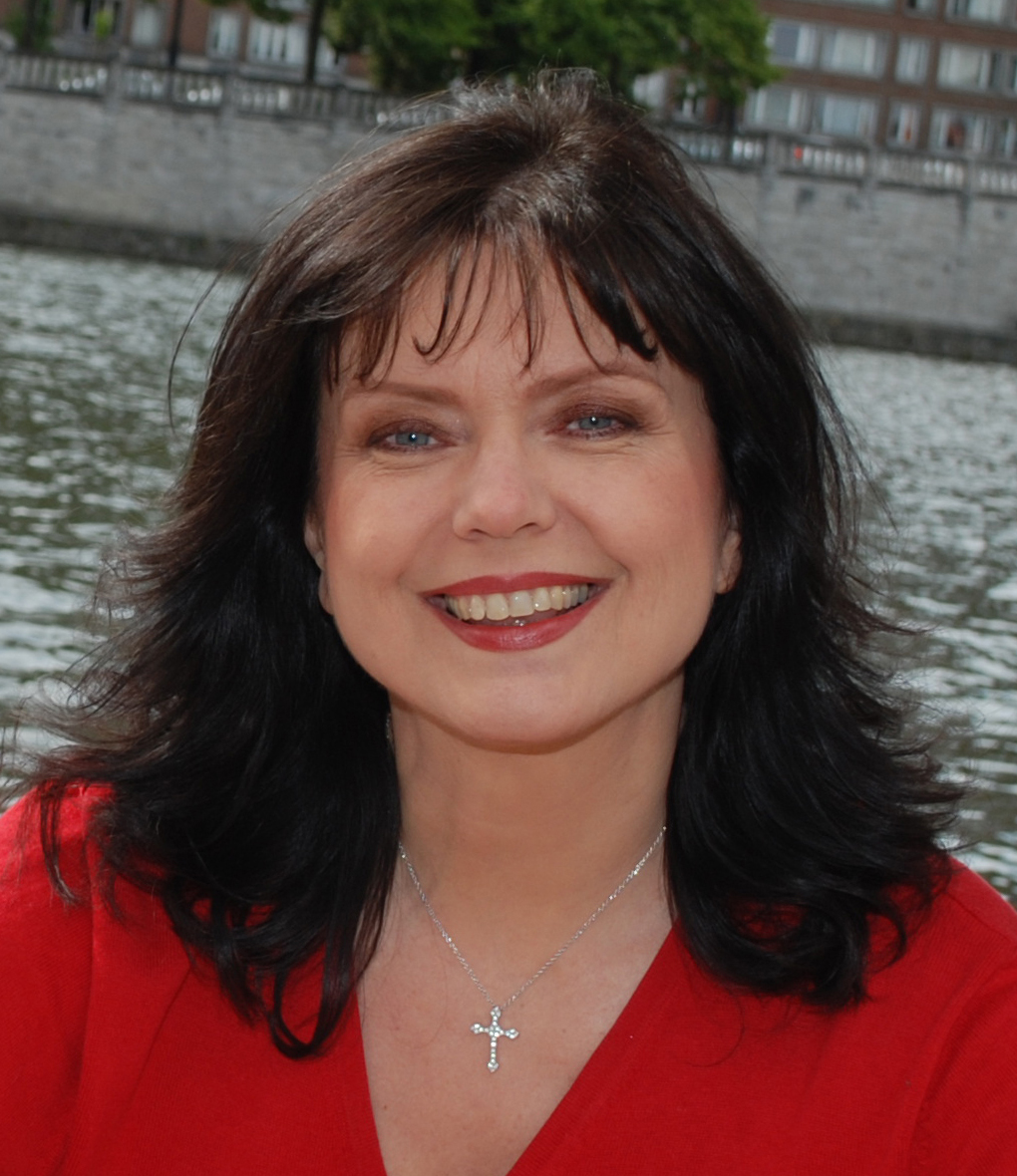
Marylène Bergmann sur les bords de Meuse à Namur.

Marylène Bergmann, née le 1er mai 1957 à Verdun en Lorraine, est une journaliste-présentatrice de télévision ayant travaillé principalement pour la chaîne privée luxembourgeoise RTL9 de 1977 à 2010 (chaîne ayant eu l'appellation Télé-Luxembourg, RTL Télévision, RTL TV et RTL9), ainsi que sur M6 (pour le lancement de la chaîne en 1987), sur RTL-TVI (en Belgique) et enfin sur Mirabelle TV puis ViàMirabelle (en Moselle).

## Biographie

### À la télévision

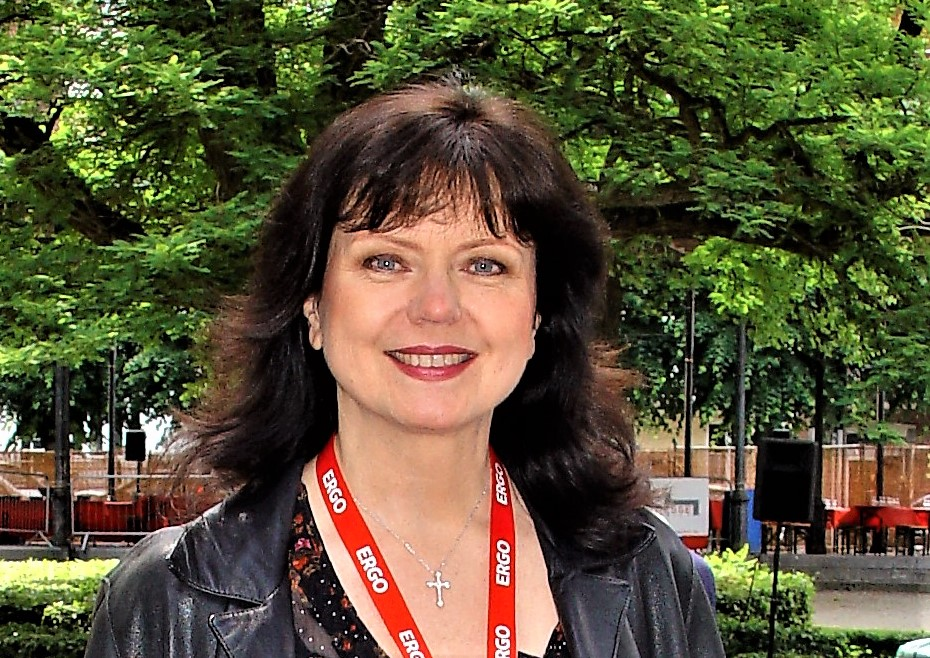
Marylène « marraine » au tournoi des célébrités 2011.

Élue Miss Lorraine en 1975, Marylène Bergmann est recrutée par Jacques Navadic comme speakerine sur Télé-Luxembourg en 1977, pour remplacer pendant quatre mois Anna-Vera, une présentatrice en congé de maternité. Elle est ensuite titularisée à ce poste à la suite d'un concours diffusé en direct sur l'antenne le 15 janvier 1979.
Avec l'arrivée de RTL sur le câble belge elle acquiert une notoriété en Belgique et coprésente avec Jean-Luc Bertrand, Michèle Etzel et Georges Lang, l'émission pour la jeunesse Citron Grenadine, du 5 septembre 1979 à juin 1984.
Elle commente pour RTL le Concours de l'Eurovision, en compagnie de Jacques Navadic pour l'édition 1981, et seule en 1982. Suivent de nombreuses émissions de jeux, de divertissement et de fidélisation.
En 1990, Marylène Bergmann change de registre et présente le 40 Minutes, journal télévisé quotidien avec une partie actualités et une partie magazine. L'expérience dure 5 ans. Elle est licenciée en décembre 1997 avec tous les salariés de RTL9, pour motifs économiques.
Elle est ensuite pressentie pour animer sur la RTBF, l'émission Clef des Champs. C'est finalement Philippe Soreil, lui aussi ancien animateur de RTL, qui présente cette émission sur la chaîne belge. Elle reprend alors l'émission animalière de RTL-TVI, La main à la patte, jusqu'en 2003, ainsi que d'autres émissions de société ou événementielles comme Génération RTL, consacrée aux 50 ans de Télé-Luxembourg,.
Le 4 septembre 2006, elle est de retour sur RTL 9 Lorraine pour coanimer avec Jean-Luc Bertrand l'émission Bienvenue chez vous.
Le 3 mars 2010, l'arrêt des émissions de RTL à destination de la Lorraine est annoncé pour le 30 juin 2010. Après 55 ans et demi, la chaîne héritière de Télé-Luxembourg quitte définitivement la Lorraine. RTL9 perdurera en réseau national par câble et satellite.
De février 2012 à juin 2015, Marylène produit et présente De vous à moi sur Mirabelle TV, émission dans laquelle elle reçoit des personnalités lorraines de tous horizons : sport, politique, spectacle, littérature, etc. L'objectif est de les découvrir à travers leur parcours de vie, leurs coups de cœur, leur nature humaine. Le 1er juillet 2015, Marylène entame un congé sabbatique d'un an. À la rentrée de septembre 2016, Marylène retrouve les studios de Mirabelle TV où elle coproduit avec les éditions des Paraiges et présente avec l'historien Sébastien Wagner une émission mensuelle de 52 minutes intitulée C'est notre histoire, et diffusée chaque 1er samedi du mois. Le 1er numéro, dédié à Jeanne d'Arc, est diffusé le samedi 3 septembre 2016.
Fin avril 2019, elle enregistre sa dernière émission sur ViaMirabelle et à compter du 1er mai 2019, elle devient une jeune retraitée,,,,,.

### Autres activités
En 1983, Marylène sort un premier disque 45 tours, où elle chante seule La mégaventure, et en duo avec Jean-Luc Bertrand le générique de Citron Grenadine. Marylène sort en 1986 un second disque intitulé Solitaire.
En 1998, elle participe au single Le Bal des gueux d'Alec Mansion au profit de l’Opération Thermos, qui distribue des repas pour les sans-abris, dans les gares. Cette chanson est interprétée par trente-huit artistes et personnalités dont Toots Thielemans, Stéphane Steeman, Marylène, Armelle, Jacques Bredael, Lou, Alec Mansion, Muriel Dacq, les frères Taloche, Morgane, Nathalie Pâque, Frédéric Etherlinck, Richard Ruben, Christian Vidal, Marc Herman, Jeff Bodart, Jean-Luc Fonck, Benny B et Daddy K.
En 2012, elle écrit un livre jeunesse, Le cœur n'a pas d'âge, illustré par Claire Pelosato.
Depuis 2008, Marylène Bergmann s'est lancée dans la peinture,.

## Publications
- 2012 : Le cœur n'a pas d'âge (livre jeunesse), textes de Marylène Bergmann, illustrations de Claire Pelosato (Le crayon à roulettes)[12]

## Discographie
La discographie de Marylène Bergmann comprend trois 45 tours et un maxi sortis chez Carrère :
- 1983 : La Mégaventure / Citron grenadine en duo avec Jean-Luc Bertrand
- 1986 : Solitaire / Les mains en poches
- 1987 : Solitaire / Everywhere (version anglaise de Solitaire) (maxi-45 tours)
- 1987 : J't'ai pas oublié / Ça commence aujourd'hui

## Filmographie
- 2011 : Belle du Seigneur de Glénio Bonder : figuration[13]
- 2013 : Les Gars d'Adolf El Assal : dans son propre rôle

### Articles connexes

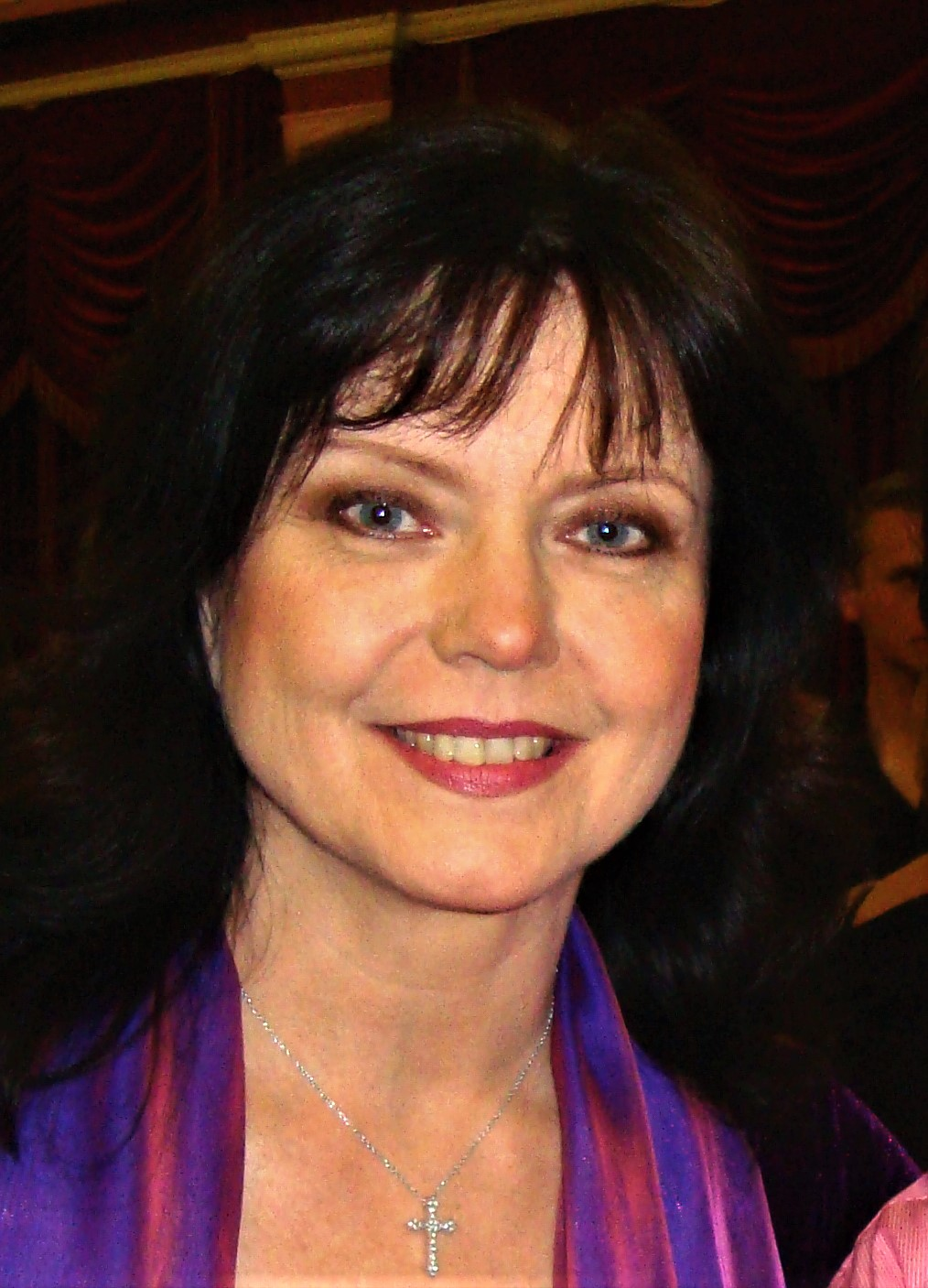
Marylene « soirée de Gala » en 2011.